# The Other Girl
The Other Girl é um curta-metragem mudo norte-americano, realizado em 1917, do gênero comédia, com o ator cômico Oliver Hardy.

## Elenco
- Oliver Hardy - Babe (como Babe Hardy)
- Ethel Marie Burton - Ethel (como Ethel Burton)
- Florence McLaughlin - Florence (como Florence McLoughlin)